# Zelfstandig bestuursorgaan
Een zelfstandig bestuursorgaan (zbo) is in Nederland een organisatie die overheidstaken uitvoert, maar die niet direct onder het gezag van een ministerie valt, en die als zodanig bij wet is ingesteld of aangewezen. Het begrip 'zelfstandig bestuursorgaan' is door de staatsrechtgeleerde Michiel Scheltema in de jaren zeventig bedacht.

## Voorbeelden van zbo-taken
Een voorbeeld van zo'n overheidstaak is het afnemen van rijexamens. Het is in het algemeen belang, dat dit op een deskundige, strenge, maar rechtvaardige wijze gebeurt. Deze taak zou door het Ministerie van Infrastructuur en Milieu kunnen worden uitgevoerd, maar dan zou de minister eindverantwoordelijk zijn voor elke beslissing om een kandidaat te laten slagen of zakken voor zijn rijexamen. De Tweede Kamer zou dan in principe de minister hierop kunnen aanspreken. Door deze examens uit te laten voeren door het CBR, een zelfstandig bestuursorgaan, wordt de verantwoordelijkheid gelegd bij onafhankelijke deskundigen.
De minister heeft nog wel een aantal bevoegdheden, bijvoorbeeld het benoemen van de bestuursleden van het zbo. De minister kan door het parlement alleen worden aangesproken op de wijze waarop deze bevoegdheden worden uitgeoefend, van directe parlementaire controle op het doen en laten van het zbo kan geen sprake zijn.
Andere voorbeelden van zbo's zijn de Kamer van Koophandel, de Kiesraad, het Kadaster, de Autoriteit Consument en Markt, De Nederlandsche Bank, de Luchtverkeersleiding Nederland, Staatsbosbeheer, de RDW, de Nederlandse Zorgautoriteit, de SVB, de ANVS (Autoriteit Nucleaire Veiligheid en Stralingsbescherming), het UWV, het COA (Centraal Orgaan opvang Asielzoekers), de AP (Autoriteit Persoonsgegevens) en het College voor Toetsen en Examens.

## Wijze van oprichting
Zbo's kunnen op verschillende manieren worden opgericht of aangewezen: 
- Publiekrechtelijke zbo's worden ingesteld bij wet. Dat betekent dat er een wet is, die bepaalt wat de taken en bevoegdheden van het bestuursorgaan zijn, en hoe het orgaan wordt samengesteld. Voorbeelden hiervan zijn het Centraal Bureau voor de Statistiek en TNO.
- Privaatrechtelijke zbo's worden als zbo aangewezen door middel van een koninklijk besluit, algemene maatregel van bestuur, of een Ministeriële regeling. Dat kan alleen als er een wet is waarin staat, dat de minister een organisatie moet aanwijzen om een bepaalde taak uit te voeren. Bijvoorbeeld, op grond van de Wet op de naburige rechten heeft de minister bij ministeriële regeling de Stichting Leenrecht aangewezen om de inning en verdeling van de vergoeding voor het uitlenen van boeken, cd's, video's en dergelijke te verzorgen.

Over het algemeen hebben zbo's rechtspersoonlijkheid. Dat wil zeggen dat ze contracten kunnen sluiten, schulden en bezittingen hebben, en partij in een rechtszaak kunnen zijn. Een zbo kan ofwel een publiekrechtelijke rechtspersoonlijkheid hebben ofwel een privaatrechtelijke rechtspersoonlijkheid: 
- Een zbo met een publiekrechtelijke rechtspersoonlijkheid is opgericht bij wet, en heeft op basis van die wet rechtspersoonlijkheid. Een voorbeeld van zo'n regeling is artikel 2 van de Wet op het Centraal Bureau voor de Statistiek, die luidt simpelweg

1. Er is een Centraal bureau voor de statistiek. 
2. Het CBS bezit rechtspersoonlijkheid.
Veel universiteiten hebben ook een publiekrechtelijke rechtspersoonlijkheid. 
- Een zbo met een privaatrechtelijke rechtspersoonlijkheid is een Stichting, NV, of iets dergelijks, die rechtspersoonlijkheid heeft op grond van de relevante passages van het Burgerlijk Wetboek. Voorbeelden: de al genoemde Stichting Leenrecht, de Stichting Autoriteit Financiële Markten, notarissen, apk-keurders.

In enkele gevallen is een publiekrechtelijk zbo geen rechtspersoon, maar is het deel van de staat. Vaak betreft het dan commissies of colleges. Voorbeeld: College ter Beoordeling van Geneesmiddelen.
Soms is een organisatie voor slechts een deel van de taken een zbo. Zo is de Nederlandsche Bank voor taken rond het monetair beleid van de euro geen zbo, maar voor toezicht op financiële instellingen wel.

## Verschil tussen zbo's
Zbo's kennen onderling grote verschillen in juridisch en financieel opzicht, alsook in de taken die zij vervullen.

### Verschillen in juridisch opzicht
- wel of geen rechtspersoon
- publiek- (a-orgaan) en privaatrechtelijke (b-orgaan) organisatievorm
- privaatrechtelijk met hele wettelijke taak of slechts gedeeltelijke wettelijke taak
- met en zonder bestuur
- met en zonder afzonderlijk toezicht

### Verschillen in financieel opzicht
- direct via belastinggelden, 66 miljard (inclusief onderwijs) (2002)
- premies, 121 miljard (2002)
- tarieven, 34 miljard (2002)
- overig, waaronder private financiering, ongeveer 3 miljard (2002)

### Verschillen in taken en uitvoering
- verantwoording kan vallen binnen de Comptabiliteitswet 2016, binnen Boek 2 BW, of binnen afdeling 10 van de Algemene wet bestuursrecht
- Criteria op basis waarvan een zbo in het leven kan worden geroepen (volgens Aanwijzingen voor de Regelgeving, aanwijzing 124c):
  - college van onafhankelijke deskundigen
  - massa-uitvoeringsinstelling, bijvoorbeeld IBGroep
  - participatie-instituut (maatschappelijke organisaties)